# 3661 Dolmatovskij
3661 Dolmatovskij (1979 UY3) là một tiểu hành tinh vành đai chính được phát hiện ngày 16 tháng 10 năm 1979 bởi Chernykh, N. ở Nauchnyj.